# Jabłoń (gmina)
Jabłoń – gmina wiejska w województwie lubelskim, w powiecie parczewskim. W latach 1975–1998 gmina położona była w województwie bialskopodlaskim.
Siedziba gminy to Jabłoń.
Według danych z 30 czerwca 2004 gminę zamieszkiwały 4233 osoby. Natomiast według danych z 31 grudnia 2019 roku gminę zamieszkiwały 3874 osoby.

## Struktura powierzchni
Według danych z roku 2002 gmina Jabłoń ma obszar 110,98 km², w tym:
- użytki rolne: 78%
- użytki leśne: 13%

Gmina stanowi 11,65% powierzchni powiatu.

## Demografia

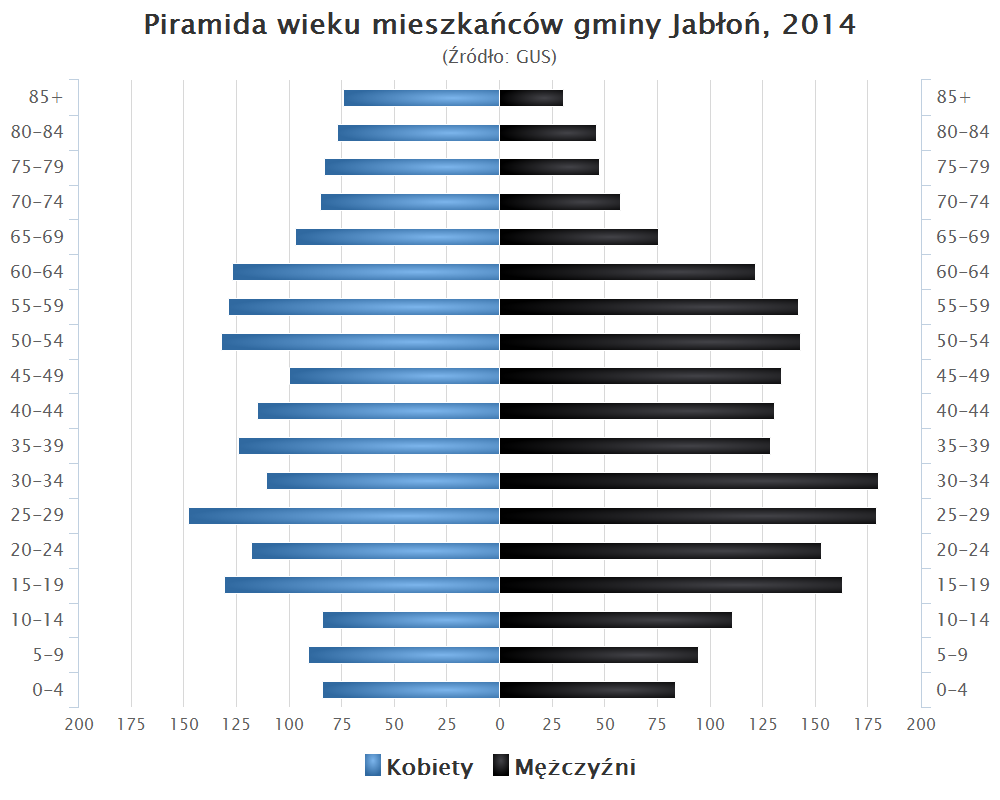
Piramida wieku mieszkańców gminy Jabłoń w 2014 roku

Dane z 31 grudnia 2017 roku:
| Opis                              | Ogółem | Ogółem | Kobiety | Kobiety | Mężczyźni | Mężczyźni |
| --------------------------------- | ------ | ------ | ------- | ------- | --------- | --------- |
| jednostka                         | osób   | %      | osób    | %       | osób      | %         |
| populacja                         | 3 846  | 100    | 1 879   | 48,9    | 1 967     | 51,1      |
| gęstość zaludnienia (mieszk./km²) | 36     | 36     | 17      | 17      | 19        | 19        |

## Sołectwa
Dawidy, Gęś, Holendernia, Jabłoń, Kalinka, Kolano, Kolano-Kolonia, Kudry, Łubno, Paszenki, Puchowa Góra, Wantopol.
Miejscowość bez statusu sołectwa: Jabłoń (osada leśna).

## Sąsiednie gminy
Dębowa Kłoda, Milanów, Parczew, Podedwórze, Wisznice

## Zabytki
Neogotycki pałac Zamoyskich w Jabłoniu, pałac Łubieńskich w Kolanie, kościół w Paszenkach